# Rédené
Rédené település Franciaországban, Finistère megyében. Lakosainak száma 2999 fő (2022. január 1.). Rédené Guidel, Pont-Scorff, Arzano, Quimperlé és Tréméven községekkel határos.

## Népesség
A település népessége az elmúlt években az alábbi módon változott:
| Lakosok száma | 1053 | 2112 | 2383 | 2637 | 2898 | 2893 | 2908 | 2917 | 2911 | 2999 |
|               | 1968 | 1982 | 1990 | 2006 | 2013 | 2015 | 2017 | 2019 | 2020 | 2022 |